# Dario Marcolin
Dario Marcolin (Brescia, 28 de outubro de 1971) é um ex-futebolista profissional italiano que atuava como defensor.

## Carreira
Dario Marcolin começou na Cremonese.